# النساء في آيسلندا

تتمتع النساء في آيسلندا بالمساواة بين الجنسين. وتمثل النساء العاملات اعتبارًا من عام 2018، نسبة 88% من العمال، وتمثل الإناث 65% من الطلاب الملتحقين بالجامعات، و41% من أعضاء الألثينغي (البرلمان الوطني في آيسلندا). ومع ذلك، ما زال أجر المرأة أقل من الرجل بنحو 14%، مع العلم أن هذه الإحصاءات لا تأخذ بعين الاعتبار ساعات العمل الطبيعية والإضافية وظروف العمل. يوجد في آيسلندا أعلى نسبة في العالم للنساء المنخرطات في سوق العمل، بالإضافة إلى تخصيص عدد كبير لرعاية أطفال النساء العاملات، وإجازة لمدة ثلاثة أشهر لكل شخص (إناثًا وذكورًا) يُنجب مولودًا جديدًا.

يمكن القول إن آيسلندا واحدة من أكثر دول العالم دعمًا للنسوية، بعد حصولها على هذا اللقب في عام 2011 للسنة الثانية على التوالي. كانت آيسلندا أول دولة تصل فيها امرأة إلى منصب رئيس للبلاد، عندما انتُخبت فيغديس فينبوغادوتير في عام 1980. كما عُينت فيها أول رئيسة حكومة في العالم ومثلية الجنس بشكل علني، يوهانا سيغوراردوتير، التي انتُخبت رئيسة للوزراء في عام 2009.
وفقًا لتقرير المنتدى العالمي الاقتصادي عن الفجوة بين الجنسين، تتمتع آيسلندا بأصغر فجوة بين الجنسين، وهو الترتيب الذي تصدرته منذ عام 2009. كان لدى آيسلندا في عام 2020، فجوة تُقدر بنسبة 12.2%، وذلك بعد دراسة أربع مجالات: الصحة والتعليم والمشاركة الاقتصادية وفرص العمل والتقدم السياسي. تتناقص فجوة الأجور بين النساء والرجال بمعدل قد يصل إلى نقطة التكافؤ عام 2068. في المتوسط، تكسب النساء حوالي 72 % من نسبة رواتب الرجال. لكنها ما زالت تخضع للعنف المنزلي والجنسي.

## لمحة تاريخية

### عصر الفايكينغ (793-1066 قبل الميلاد)

#### عصر استيطان آيسلندا ( تقريبًا بين عامي 870-930 قبل الميلاد)
استعمر الرجال والنساء الإسكندنافيون إنجلترا وجزر شيتلاند وأوركني وآيسلندا أثناء هجرتهم من الدول الإسكندنافية في عصر الفايكنج. سافرت النساء الإسكندنافيات برفقة الرجال للاستكشاف، ولكنهم استقروا سوية بعد ذلك في مستوطنة آيسلندا. كانت المُستعمرة «أود ديب ماينديد»، واحدة من أوائل المستعمرات المعروفة التي وطنتها الأيسلنديات. وواحدة من أهم المستعمرات الأربعة الرئيسية في التاريخ الأيسلندي القديم. من بين أوائل الأيسلنديات البارزات، المستكشفة غودريد ثوربجارناردوتير والشاعرة شتاينن ريفسدوتر وتورجير إجيلسدوتير زوجة أولاف ذا بيكوك. انتهى عصر الاستيطان في عام 930 قبل الميلاد مع تزامن إنشاء البرلمان الوطني الآيسلندي.

#### عصر الكومنولث المبكر
عملت النساء الإسكندنافيات خلال عصر الفايكنج، في الزراعة والتجارة إلى جانب الرجال، وكثيرًا ما كن مسئولات عن المحاصيل في غياب أزواجهن أو بعد تعرضهم للقتل. شكّلت النساء جلسات عمل نسائية لصنع المنسوجات الصوفية في آيسلندا. استُخدمت المنسوجات في العصور الوسطى على أنها شكل من أشكال العملة في آيسلندا، وكانت هناك تساؤلات بشأن ما إذا كانت هذه العملة قانونية في التاريخ القديم (القرن الحادي عشر) من قوانين غريغاس. صدّرت آيسلندا عباءات بأشكال وألوان مختلفة إلى أوروبا.
هيمن الذكور على المجتمع في عصر الفايكنغ، مع تحديدهم لأدوار الجنسين. دُفن الموتى مع بعض ممتلكاتهم: دُفن الرجال بالأدوات والمعدات والأسلحة، والنساء مع عدّة التطريز والمجوهرات وخواتم المفاتيح والأدوات المنزلية، إضافة إلى أنهم عثروا على حبات خرز ومسابح في كل من قبور الذكور والإناث. كان يحق للنساء في عصر الفايكنغ، الحصول على ممتلكاتهن الخاصة وطلب الطلاق، كما كان يحق لهن استعادة مهرهن. إذا توفي الرجل، تحل زوجته محله بشكل دائم، وبهذه الطريقة، غالبًا ما كانت النساء تدير المزارع أو الأعمال التجارية. تشير ساغاس الآيسلندية إلى عمل النساء في عصر الفايكنغ، في التمريض والتوليد، بالإضافة إلى مداواة جروح الرجال المصابين في المعارك.

### منح المرأة حق التصويت
حصلت المرأة الآيسلندية على حق التصويت في الانتخابات البرلمانية عام 1915.
اقتصر التصويت في عام 1845، على الرجال الذين تجاوزوا سنًا معينًا والذين كان لديهم أموالًا لدفع الضرائب. رُفعت هذه القيود مع مرور الوقت، وفي عام 1903، كان بإمكان جميع الرجال التصويت باستثناء العمال الزراعيين. وُسّع حق التصويت في الانتخابات البلدية في عام 1907 ليشمل جميع النساء، أما الأرامل والنساء العازبات فكان لديهن حق التصويت منذ بداية عام 1882.
اتُفق على مشروع قانون بشأن حق المرأة في التصويت من قبل الألثينغي في عام 1911، وصُدق عليه في عام 1913، وسُن في 19 يونيو 1915 من قبل الملك الدنماركي ولكنه لم يمنح التصويت إلا للنساء فوق سن 40 عامًا، كما لم يمنح حق التصويت للخادمات. في ذلك الوقت كان هناك حوالي 12000 امرأة أيسلندية. رُفعت هذه القيود في عام 1920، بعد أن أصبحت أيسلندا دولة مستقلة تحت السيادة الدنماركية في عام 1918.

### إضراب المرأة في عام 1975
يقال إنه في عام 1975، كانت النساء العاملات أقل بنسبة 60 % من الرجال. لم تتمكن الكثير من النساء من العمل لاضطرارهن إلى البقاء في المنزل للقيام بالأعمال المنزلية وتربية الأطفال. تركت النساء عملهن الرسمي وغير الرسمي في الساعة 14:05 (2:05 مساءً) في يوم الجمعة، 24 أكتوبر، وهو الوقت الذي كن يكسبن فيه أجرهن اليومي الذي كان معادلًا لمتوسط أجور الرجال. كان حجم الحدث كبيرًا للغاية، إذ شاركت فيه 25,000 امرأة في بلد لا يتجاوز عدد سكانه 220.000 نسمة. شارك نحو 90 % من النساء في مدينة ريكيافيك.
أثرت الضربة الأولى في عام 1971 على أشياء كثيرة. كان العديد من معلمي المدارس من النساء، لذلك أُغلقت هذه المدارس أو أوشكت على الإغلاق. أدى انقطاع الاتصال إلى تعطيل الخدمة الهاتفية ووقف طباعة الصحف، إذ كان جميع منضدي الحروف المطبعية من النساء. كانت مراكز الرعاية النهارية مغلقة في الغالب، نظرًا لكون جميع عمالها من النساء، لذلك كان على الرجال اصطحاب أطفالهم للعمل. نفدت الوجبات سهلة الطهي في العديد من المتاجر، بالإضافة إلى الحلويات وألعاب تشتيت انتباه الأطفال. استمر الإضراب حتى منتصف الليل، إلى أن عادت النساء إلى العمل. عادت جميع منضدات الحروف المطبعية إلى إعداد الصحف التي كانت مكرسة بالكامل للدفاع عن إضراب النساء.
حققت المرأة هدفها المنشود، وأُغلقت آيسلندا بشكل كامل وأساسي لهذا اليوم. أشار الرجال إلى هذا اليوم باسم «يوم الجمعة الطويل». تقول فيغديس فينبوغادوتير إنها لم تكن لتصبح رئيسة بدون الإضراب الذي وصفته بأنه «الخطوة الأولى لتحرير المرأة في آيسلندا»، والذي «شل البلاد بالكامل وفتح أعين العديد من الرجال». أنشأت آيسلندا في السنة التي تلت الإضراب، مجلسًا للمساواة بين الجنسين، وأصدرت قانونًا للمساواة بين الجنسين، للقضاء على التمييز بين النساء والرجال في مكان العمل والمدارس.

### القرن الحادي والعشرين
تكرر الإضراب في الأعوام التالية: 1975 و 2005 و 2010 و 2016. غادرت النساء في آيسلندا العمل في الوقت الذي كن يتحصلن فيه على أجر أقل من أجر الرجال. تركت النساء العمل يوم 24 أكتوبر 2016، في الساعة 2:38 مساءً، للاحتفال بالذكرى السنوية الـ 41 ليوم إضراب المرأة الأيسلندية. ما أكسب النساء نصف ساعة أكثر بالنسبة للأجور خلال 11 عامًا، أي أقل بقليل من ثلاث دقائق في السنة. انتشرت حملة النساء العالمية، وهي نسخة عالمية مستوحاة من الإضراب الأيسلندي، في عامي 2017 و 2018.